# 신정중학교 (울산)
신정중학교(新亭中學校)는 대한민국 울산광역시 남구 옥동에 있는 공립 중학교이다.

## 학교 연혁
- 1987년 1월 7일 : 신정중학교 설립 인가
- 1987년 3월 5일 : 제1회 신입생 입학 (7학급 413명)
- 2003년 6월 8일 : 별관 준공
- 2005년 1월 28일 : 신축학교 이전 (남구 옥동 163-29번지)
- 2022년 9월 1일 : 제16대 김만선 교장 취임
- 2023년 3월 2일 : 입학식 (9학급 252명)
- 2024년 1월 9일 : 제35회 졸업식 (249명, 졸업식 누계 14,094명)

## 참고 자료
- 신정중학교 - 한국교육학술정보원 학교알리미